# Potencjał organizacji
Potencjał organizacji określa, czym dana organizacja zajmuje się i w jaki sposób podchodzi do osiągnięcia pożądanych wyników. Na potencjał organizacji składają się takie kryteria jak:
1. Przywództwo
2. Strategia i planowanie
3. Pracownicy
4. Partnerstwo i zasoby
5. Procesy

Przywództwo – działania liderów organizacji w celu:
- Określenia celu organizacji,
- Stworzenia warunków, w których podejmowane zadania są realizowane w sposób wyróżniający się,
- Wytyczenia kierunków działania organizacji poprzez sformułowanie wizji i misji organizacji,
- Motywowania pracowników,
- Stworzenia systemu zarządzania organizacją,
- Analizy wyników i przygotowania zmian usprawniających funkcjonowanie organizacji.

Strategia i planowanie – odzwierciedlają podejście organizacji do modernizacji i innowacji. Jest to część cyklu planuj-wykonaj-sprawdź-działaj.
Pracownicy – najcenniejszy zasób organizacji. Sposób w jaki pracownicy wzajemnie oddziałują na siebie oraz zarządzają dostępnymi zasobami decyduje o sukcesie organizacji.
Partnerstwo i zasoby – planowanie i zarządzanie relacjami partnerskimi wpływa bezpośrednio Ne realizację strategii i procesów, które mają miejsce w organizacji. Relacje partnerskie są ważnym czynnikiem skutecznego funkcjonowania organizacji, jednakże nie mniej ważne są takie zasoby jak finanse, infrastruktura itp.
Procesy – to określone sposoby wykonywania zadań organizacji, które możemy podzielić na:
- Podstawowe, które mają decydujące znaczenie dla dostawy produktów i usług,
- Zarządcze, które związane są ze sterowaniem organizacją,
- Pomocnicze, które związane są z dostawą niezbędnych zasobów.